# Галузевий державний архів Міністерства оборони України
Галузе́вий держа́вний архі́в Міністе́рства оборо́ни Украї́ни (ГДА МО України) — галузева архівна установа Національного архівного фонду України у складі Міністерства оборони України. Забезпечує постійне зберігання документів Національного архівного фонду, що утворилися в процесі розбудови й діяльності Збройних Сил України, здійснює керівництво їхньою архівною справою.

## Історія
Засновано 1 серпня 1945 року як Архів штабу Київського військового округу (АШ КВО). 
У 1992 році засновано Центральний архів Міністерства оборони України, який створено з фондів АШ КВО і розформованої 300-ї окремої роти супроводження військових вантажів. Архів підпорядковувався Генеральному штабу Збройних сил України. 
Сучасна назва — з 20 серпня 1997 року.

## Фонди
- 6485 фонд, 667 732 од. зб. за 1807–2016 рр. (станом на 01.01.2017)[1].
- 3256 од. зб. (1239 од. обл.) кінодокументів (станом на 2004 рік)[2].
- До третини документів встановлено обмежений доступ.